# 팜아일랜드바위왈라비
팜아일랜드바위왈라비 (Petrogale assimilis)는 바위왈라비속 유대류의 일종이다. 오스트레일리아 퀸즐랜드주 북동부 지역에서 발견된다. P. lateralis/penicillata 종 복합체의 일부를 형성하며, 이 지역에서 발견되는 6종의 다른 바위왈라비 케이프요크바위왈라비(P. coenensis), 퀸즐랜드바위왈라비(P. inornata), 허버트바위왈라비(P. herberti), 갓맨바위왈라비(P. godmani), 마리바바위왈라비(P. mareeba) 그리고 클라로산바위왈라비(P. sharmani)와 아주 유사하다.

## 특징
팜아일랜드바위왈라비가 근연종과 구별되는 특징은 거의 없지만 다른 종들은 퀸즐랜드 주와 뉴사우스웨일스 주 북부 지역의 일부 다른 지역에서 살며, 분포 지역이 약간 겹치며 잡종 교배로 일부 생긴다. 이들 모두는 상체가 갈색 또는 회색이고 하체는 연한 색을 띤다. 주둥이는 보통 검고, 겨드랑이 주변에 검은 반점을 갖고 있다. 얼굴에는 뺨에 희미한 줄무늬가 있으며, 또 다른 희미한 줄무늬가 궁둥이까지 이어진다.

## 분포 및 서식지
팜아일랜드바위왈라비는 오스트레일리아 퀸즐랜드 주의 토착종이다. 타운즈빌부터 버데킨 강과 보웬 강, 크로이던그리고 마그네틱 섬과 팜아일랜드를 포함한 휴엔덴 지역까지 분포한다. 산림 지대 그리고 나무가 조금 심어져 있는 농경지 근처 지역조차도 모두 해발 최대 1000m까지의 바위로 된 지역에서 발견된다. 일반적인 서식지는 산악 지대의 절벽과 바위 능선, 동굴 그리고 바위 더미 등이다.

## 습성
먹이는 주로 풀과 초본식물의 새싹이며, 관목의 새싹이 먹이의 최대 30%를 차지한다. 먹이를 쉽게 구할 수 있는 우기철에는 행동 반경이 좁지만, 건기에는 활동 범위가 더 넓어진다. 풀을 뜯을 동안에 새끼는 육아남 밖으로 나와 바위 틈에 숨기도 한다. 팜아일랜드바위왈라비는 대체로 일부일처제 습성이 있다. 임신 기간은 약 30일이고, 새끼는 6~7개월 후에 육아낭을 떠나며, 젖을 완전히 떼는 데 약 1년이 걸린다. 젊은 팜아일랜드바위왈라비는 약 2km쯤 이상 흩어지는 것으로 추정되며, 수명은 약 7년이다.